# 謝馥春

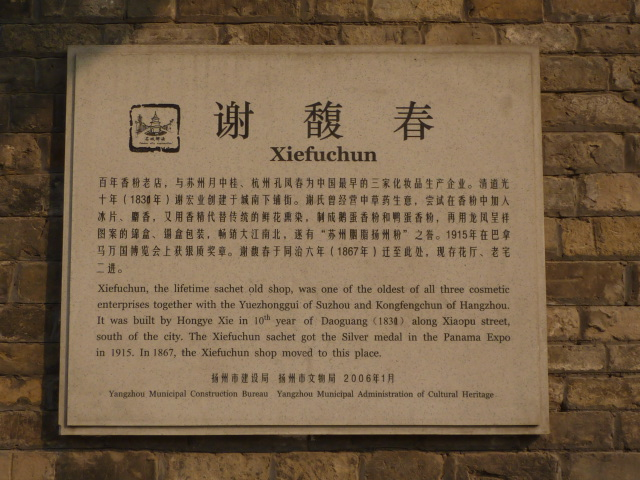
谢馥春

谢馥春是中国一家化妆品企业，百年老字号。產品有香粉、藏香、棒香、香袋等产品，並作為贡品。

## 历史
本字號其历史可追溯到清道光10年（1830），创始人谢宏业取“谢馥春”为店名，“谢”为姓，汉语中有凋零衰败之意，故加“馥春”二字，“馥”字意为馥郁芬芳，并与“复”字谐音，与“春”字相连，既寓回春之意青春永驻。谢馥春制作香粉以形似鸭蛋而闻名于世，与茅台酒于1915年一同荣获巴拿马万博会大奖。
清末原扬州香粉名店戴春林、薛天锡两家因后继无人相继倒闭，谢馥春一枝独秀，并聘请了原戴春林的技术工人，集众家之长，经历了谢氏家族五代人的苦心经营。
近代曾被国家商务部授予“中华老字号”称号，名列“全国 300家重点保护品牌”。今為扬州谢馥春化妆品有限公司。